# Афганский лазурит
Афганский лазурит (также лазурит Афганского Бадахшана) — редкий минерал сложного состава; обычно содержится в щелочных изверженных и карбонатных породах. Обладает ярко-синим и густо-синим, порой фиолетово-синим или индигово-синим цветом, имеет равномерную текстуру, а в подавляющей массе камня на тёмно-синем фоне присутствует россыпь золотистого пирита.

## История
Начиная со Средних веков из афганского лазурита изготавливали изящные вставки в серьги, диадемы, перстни и ожерелья. Такие украшения шейхи и визири презентовали своим жёнам. Главным поставщиком ювелирного лазурита в мире издревле был афганский Бадахшан. Афгано-бадахшанский лазурит являлся собственностью афганских эмиров, а в дальнейшем, с 1973 года — афганской казны. В прошлые века не санкционированное монархом приближение к копям жестоко каралось, в том числе и смертной казнью, копателей также приковывали цепями на всю жизнь. Правители афганского Бадахшана держали в тайне доступ к месторождениям лазурита и тщательно обороняли их. При ярком солнечном свете мелкие вкрапления кристаллов пирита обогащают афганский лазурит. Впервые применение минерала в ювелирном деле упоминается в шумеро-вавилонском произведении «Эпос о Гильгамеше» (Табл. 18-28), где на нём жителями города Урук была выбита дань памяти Гильгамешу. В годы Афганской войны и после неё разработка месторождений лазурита в афганском Бадахшане находилась под контролем полевого командира Ахмад Шах Масуда, сбытом драгоценных камней занимался постоянно проживавший в Лондоне его родной брат.

## Месторождения
Самое большое скопление месторождений лазурита, известных с древности, находится в регионе Бадахшана (Афганистан и Таджикистан). Собственно афганский лазурит добывается в месторождении Сар-э-Санг в уезде Куран-о-Мунджан провинции Бадахшан в северо-восточном Афганистане. Афганский лазурит признан красивейшим в мире. Копи в Бадахшане являются древнейшими, в те времена этот камень сложными путями попадал из Афганистана в Китай, Ближний Восток, Египет, Византию и Рим. Так, афганский лазурит из месторождения Сары-Санг был обнаружен в гробницах фараонов и при раскопках Трои.
По имеющимся сведениям, нелегальная добыча и сбыт бадахшанского лазурита является вторым по величине источником дохода движения Талибан, а также причиной коррупции правительственных структур Афганистана.

## Лазурит на службе у Панджшерского фронта
На этапе Афганской войны (1979—1989) панджшерское сопротивление, составляющее костяк партии Исламское общество Афганистана (ИОА) под руководством духовного лидера Бурхануддина Раббани и предводителя повстанцев Ахмад Шах Масуда для успешного выполнения боевых задач объединилось в ударную группировку с названием «Панджшерский фронт». Это военное объединение нуждалось в мощной экономической базе.
По данным Советской разведки и западным средствам массовой информации на вырученные средства от продаж лазурита и изумрудов из Афганского Бадахшана и Панджшерской долины Шах Масуд, закупал оружие, продовольствие, снаряжение и содержал агентуру.
Разработке месторождений лазурита и изумрудов в подконтрольных себе районах позволяла Шаху Масуду в отличие от других лидеров афганской оппозиции вести независимую экономическую политику, избегая займов и обязательств от государств Персидского залива и КНР..